# Sasca Montană
Sasca Montană é uma comuna romena localizada no distrito de Caraș-Severin, na região histórica do Banato (parte da Transilvânia). A comuna possui uma área de 128.98 km² e sua população era de 1646 habitantes segundo o censo de 2007.